# Giorgi Kinkladze
 Giorgi Kinkladze (gruz. გიორგი ქინქლაძე, ur. 6 lipca 1973 w Tbilisi) – gruziński piłkarz grający na pozycji pomocnika. Już w wieku 6 lat grał w młodzieżowych drużynach Dinama. Jego pierwszym klubem seniorskim był Mretebi Tbilisi, gdzie grał przez dwa lata i przeniósł się do znacznie silniejszego Dinama Tbilisi. W 1993 roku był wypożyczony do 1. FC Saarbrücken, zaś rok później do Boca Juniors. W 1995 roku podpisał kontrakt z Manchesterm City, gdzie był wielką gwiazdą. Jego piękne zagrania i bramki uczyniły, że Kinkladze w kolejnych sezonach został piłkarzem roku.
Z drużyną ‘Citizens’ zaznał dwóch relegacji i postanowił się przenieść do Ajaxu Amsterdam. Gruzin nie pasował do tamtego klimatu i niebawem powrócił do Anglii, tym razem złączył się z Derby County. W Derby spędził 4 lata zaliczając niespełna 100 występów. Gdy odszedł z Derby stał się wolnym piłkarzem i zanim związał się z cypryjskim Anorthosis Famagusta, był przymierzany do kilku innych klubów. Karierę zakończył w 2005 roku w rosyjskim Rubinie Kazań.

## Lata młodości
Giorgi urodził się 6 lipca 1973 roku w Tbilisi w dzielnicy Didube. Jego ojciec był inżynierem, a matka – nauczycielką. Robinzon Kinkladze, ojciec przyszłego piłkarza marzył, by jego syn kiedyś osiągnął wielki sukces i często kazał mu spacerować wokół domu na kolanach by wzmocnić nogi.
Gdy gruzińska federacja utworzyła ligę, Giorgi natychmiast został zapisany do pobliskiego klubu Mretebi Tbilisi. Po raz pierwszy, już w pełni profesjonalnie Kinkladze zagrał mając 16 lat. Wówczas dopisał na swoje konto 20 gier, co było nie lada wyczynem jak na swój wiek. W Drugim sezonie piłkarz poczynił wielkie postępy co zaowocowało transferem do Dinama Tbilisi za milion rubli. W 1991 roku Gruzja stała się państwem niepodległym, ale ta niepodległość wywołała wojnę domową w kraju. Jako że walki nadal trwały, Kinkladze wyjechał do FC Saarbrucken na roczne wypożyczenie.
Kariera w Gruzji
Pobyt w Niemczech nie był dla niego udany, Gruzin miał wybawić drużynę Saarbrucken przed relegacją, jednak to się nie udało i postanowił wrócić do rodzimej ligi. W 1992 roku zadebiutował w reprezentacji swojego kraju, a w sezonie 1993/1994 został wybrany piłkarzem roku. Prezydent Dinama, Merab Dżordania ciągle nie był zadowolony z poczynań tego piłkarza i zaoferował go innym klubom. Najpierw Kinkladze zaproponowany został Atlético Madryt za 200 tysięcy funtów, ale gdy klub z Hiszpanii wziął go na testy – do podpisania kontraktu nie doszło. W końcu na jednym z treningów rezerw Realu Madryt został zauważony przez wysłanników Boca Juniors. Ostatecznie został wypożyczony do Argentyny na miesiąc. W Buenos Aires Kinkladze spotkał swojego bohatera z dzieciństwa, czyli Diego Maradonę.
W 1994 roku Gruzja grała przeciwko Mołdawii. Materiał filmowy z tego spotkania wywołał zainteresowanie Kinkladze wśród klubów Włoskich. Prasa ciągle spekulowała na temat transferu piłkarza, ale ostatecznie do transferu nie doszło. Niebawem udało się sprzedać Giorgiego. Klubem, który zakontraktował Piłkarza był Manchester City.
Dwa miesiące później, Kinkladze zdobył pierwszą bramkę w barwach swojej reprezentacji. Wówczas Gruzją pokonała Walię 5:0.

## Manchester City
Nowym klubem tego piłkarza od roku 1995 był Manchester City. Ich forma była bardzo nierówna, ale Kinkladze szybko wprowadził ożywienie w grę ‘The Citizens’ i stał się bohaterem. Piłkarzowi w Anglii grało się dobrze, choć bardzo tęsknił za rodzinną Gruzją. Gdy Manchester grał mecz ligowy z Middlesbrough, prasa i kibice uważali Kinkladze za główną gwiazdę spotkania. Mecz zakończył się wynikiem 4:1 dla gospodarzy, a Gruzin zdobył jedyną bramkę dla przyjezdnych.
Piłkarz stał się ulubieńcem kibiców po zdobyciu 21 goli w 119 meczach. W marcu 1996 roku w spotkaniu z Southampton zdobył szczególnie spektakularnego gola. Kinkladze okiwał pięciu rywali i pokonał bramkarza Dave’a Beasanta.
Manchester City został zdegradowany do drugiej ligi, a piłkarz nie narzekał na brak ofert. Pojawiły się m.in. z Barcelony, Liverpoolu i Celticu, ale nie zdecydował się na żaden z tych klubów. Pozostał w Manchesterze jeszcze przez sezon, po czym podpisał kontrakt z Ajaksem Amsterdam.

## Ajax Amsterdam
Klub z Holandii zapłacił za Gruzina 5 milionów funtów. Niestety jego czas spędzony a Amsterdamie okazał się nieudany i stracony. Miał być kupiony, by zastąpić Jariego Litmanena, który jedną nogą był w Barcelonie, jednak ten transfer do skutku nie doszedł i Kinkladze często zasiadał na ławce rezerwowych. W Eredivisie zadebiutował 23 sierpnia 1998 roku meczem z Willem II Tilburg, wygranym przez Ajax 2:0. Początki wyglądały na całkiem udany, do czasu gdy z pracą nie pożegnał się Morten Olsen. Następcą Duńczyka był Jan Wouters, który posadził Kinkladze na ławce rezerwowych.
W pierwszym sezonie zdołał rozegrać zaledwie 12 spotkań, natomiast w drugim nie przydzielono mu nawet numeru i automatycznie przesunięto go do rezerw. Brak występów w klubie, miał negatywny wpływ na jego karierę reprezentacyjną. We wrześniu 1999 pojawiło się zainteresowanie ze strony Sheffield United, ale nie doszło do transferu. Niedługo potem, pomocną dłoń do zawodnika wyciągnęło Derby County.

## Derby County
W Derby nie obyło się bez problemów związanych tym razem z pozwoleniem na prace. Kinkladze nie grał regularnie w reprezentacji i o takie było mu trudno, jednak związek wziął pod uwagę jego zasługi dla Manchesteru City. W nowym klubie zadebiutował 28 listopada 1999 roku z Arsenalem Londyn jako zmiennik. W sumie w Derby grał przez blisko 4 lata rozgrywając tam 82 mecze w których strzelił 6 bramek.